# Drahoňův Újezd
Drahoňův Újezd (en allemand : Drahon-Aujest, précédemment : Drahno Aujezd) est une commune du district de Plzeň-Sud, dans la région de Plzeň, en République tchèque. Sa population s'élevait à 130 habitants en 2021.

## Géographie
Drahoňův Újezd se trouve à 19 km au nord-est de Rokycany, à 30 km à l'est-nord-est de Plzeň et à 56 km à l'ouest-sud-ouest de Prague.

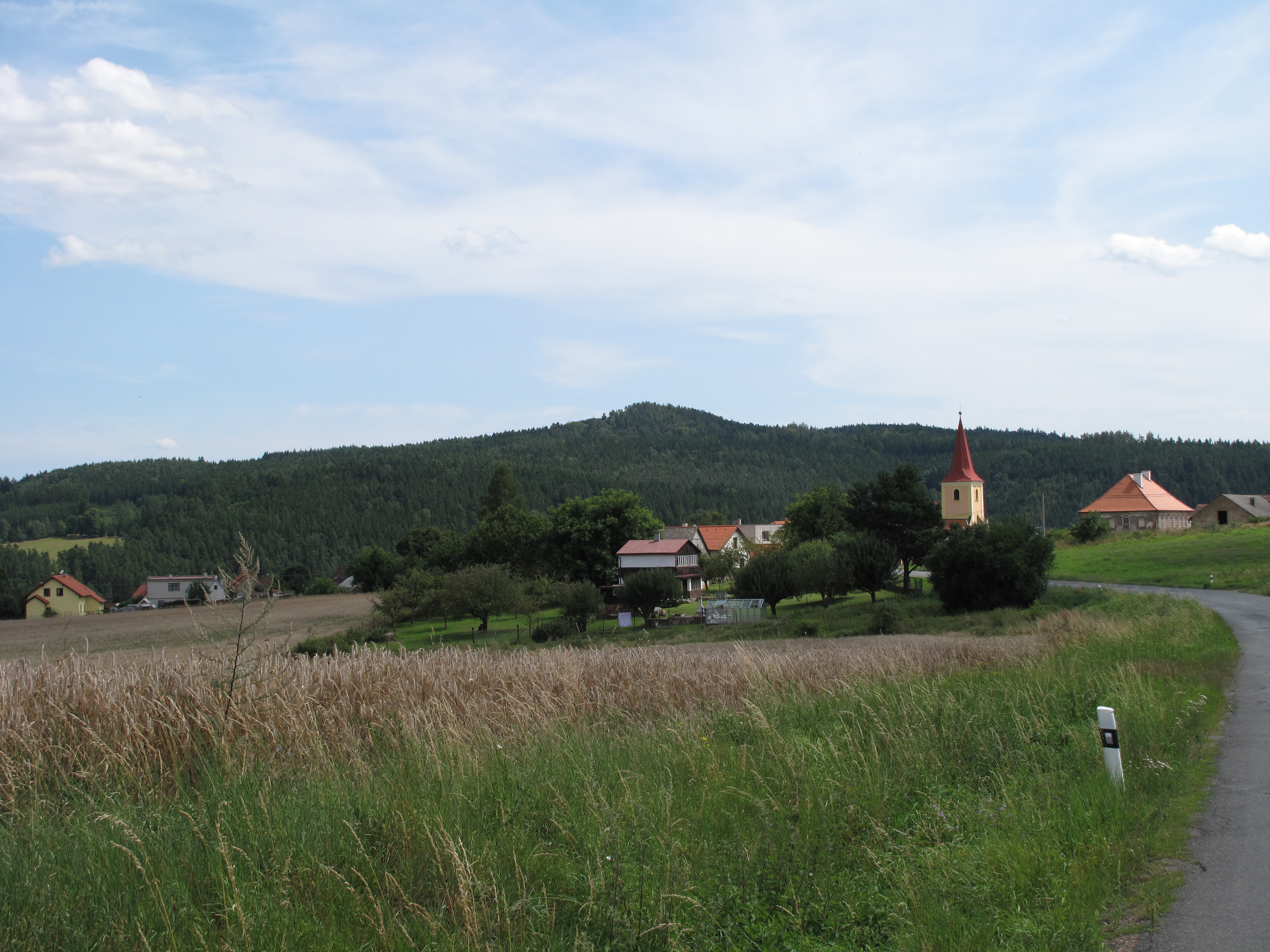
Drahoňův Újezd : vue générale.

La commune est limitée par Terešov au nord, par Zbiroh au nord et à l'est, par Plískov à l'est, par Mýto au sud, par Lhota pod Radčem et Přívětice au sud et à l'ouest, et par Vejvanov et Sebečice à l'ouest.

## Histoire
La première mention écrite du village date de 1352.

## Transports
Par la route, Drahoňův Újezd se trouve à 5 km de Zbiroh, à 25 km de Rokycany, à 43 km de Plzeň et à 66 km de Prague.